# Schaufelstöre
Die Schaufelstöre (Scaphirhynchinae) sind eine Unterfamilie der Störe (Acipenseridae). Sie umfasst zwei Gattungen, je eine in Nordamerika und Zentralasien, mit je 3 Arten. Die Fische haben ein abgeflachtes Rostrum. Ein Spiraculum ist nicht vorhanden. Wahrscheinlich sind die Scaphirhynchinen gar keine phylogenetische Einheit, sondern gehören als Zwergformen jeweils zu den Acipenserinen ihrer tiergeographischen Region (Grande und Bemis 1991). Dies wurde in neueren, auf DNA-Vergleichen beruhende Forschungen bestätigt.
Die asiatischen Arten sind mit Längen von 27 bis 70 Zentimeter relativ klein für Störe. Sie sind endemisch in den Flüssen Amu-Darja und im Syr-Darja, die in den Aralsee münden. Alle drei Arten gelten als gefährdet.

## Arten
- Gattung Pseudoscaphirhynchus, (3 Arten in Zentralasien, kurzer, ungepanzerter Schwanzflossenstiel)
  - Syrdarja-Schaufelstör (Pseudoscaphirhynchus fedtschenkoi)
  - Kleiner Amudarja-Schaufelstör (Pseudoscaphirhynchus hermanni)
  - Großer Amudarja-Schaufelstör (Pseudoscaphirhynchus kaufmanni)

- Gattung Scaphirhynchus (3 Arten in Nordamerika, langer, gepanzerter Schwanzflossenstiel)
  - Weißer Schaufelstör (Scaphirhynchus albus)
  - Schaufelstör (Scaphirhynchus platorynchus)
  - Alabama-Schaufelstör (Scaphirhynchus suttkusi)

## Stammesgeschichte

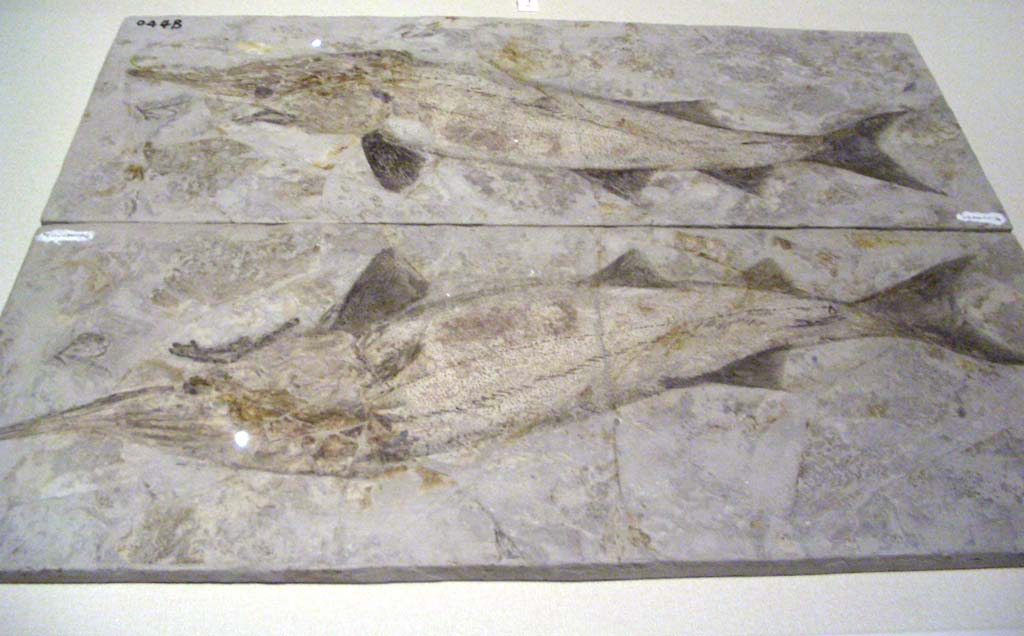
Protopsephurus liui

Als ältester Schaufelstör gilt Protopsephurus aus der Unteren Kreide von China. Systematisch ist es die Schwestergruppe aller anderen Taxa.